# تیم ملی فوتبال زنان جزایر فارو

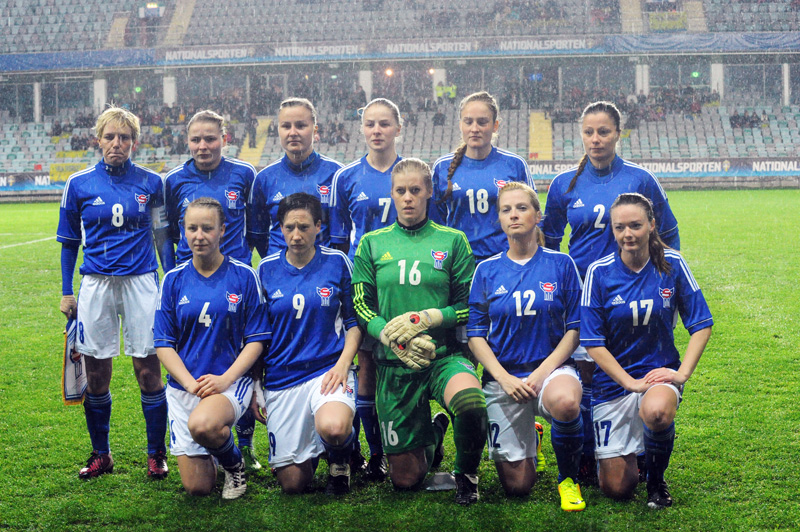
تیم جزایر فارو در سال ۲۰۱۳

تیم ملی فوتبال زنان جزایر فارو نمایندهٔ زنان جزایر فارو در رده ملی فوتبال است. این تیم زیر نظر اتحادیه فوتبال جزایر فارو قرار دارد. این اتحادیه در سال ۱۹۸۸ به عضویت فیفا درآمد و در سال ۱۹۹۰ نیز به یوفا پیوست. از نظر جمعیتی آنها همچنان چهارمین عضو کوچک یوفا
در میان کشورهای اروپایی هستند. این تیم نخستین بازی رسمی بین‌المللی خود را که مورد تأیید فیفا نیز است را در سال ۱۹۵۵ انجام داده‌است. آنها هیچگاه موفق به حضور در جام جهانی فوتبال زنان یا مسابقات فوتبال زنان اروپا نشده‌اند. اما در سالهای ۲۰۰۱ , ۲۰۰۳ و ۲۰۰۵ در بخش فوتبال بازیهای جزایر شرکت کردند. آنها همچنین در سال ۲۰۱۰ در جام آلگاروه حضور پیدا کردند. در جزایر فارو این تیم را با عنوان تیم زنان (به فاروئی: Kvinnulandsliðið) می‌شناسند.

## دستاوردها

### پیشینهٔ جام جهانی زنان
| پیشینهٔ جام جهانی فوتبال زنان | پیشینهٔ جام جهانی فوتبال زنان | پیشینهٔ جام جهانی فوتبال زنان | پیشینهٔ جام جهانی فوتبال زنان | پیشینهٔ جام جهانی فوتبال زنان | پیشینهٔ جام جهانی فوتبال زنان | پیشینهٔ جام جهانی فوتبال زنان | پیشینهٔ جام جهانی فوتبال زنان | پیشینهٔ جام جهانی فوتبال زنان | پیشینهٔ جام جهانی فوتبال زنان |
| سال                          | نتیجه                        | تعداد بازی                   | برد                          | تساوی*                       | باخت                         | گل زده                       | گل خرده                      | تفاضل گل                     |                              |
| ---------------------------- | ---------------------------- | ---------------------------- | ---------------------------- | ---------------------------- | ---------------------------- | ---------------------------- | ---------------------------- | ---------------------------- | ---------------------------- |
| ۱۹۹۱                         | حضور نیافت                   | حضور نیافت                   | حضور نیافت                   | حضور نیافت                   | حضور نیافت                   | حضور نیافت                   | حضور نیافت                   | حضور نیافت                   |                              |
| ۱۹۹۵                         | حضور نیافت                   | حضور نیافت                   | حضور نیافت                   | حضور نیافت                   | حضور نیافت                   | حضور نیافت                   | حضور نیافت                   | حضور نیافت                   |                              |
| ۱۹۹۹                         | حضور نیافت                   | حضور نیافت                   | حضور نیافت                   | حضور نیافت                   | حضور نیافت                   | حضور نیافت                   | حضور نیافت                   | حضور نیافت                   |                              |
| ۲۰۰۳                         | حضور نیافت                   | حضور نیافت                   | حضور نیافت                   | حضور نیافت                   | حضور نیافت                   | حضور نیافت                   | حضور نیافت                   | حضور نیافت                   |                              |
| ۲۰۰۷                         | حضور نیافت                   | حضور نیافت                   | حضور نیافت                   | حضور نیافت                   | حضور نیافت                   | حضور نیافت                   | حضور نیافت                   | حضور نیافت                   |                              |
| ۲۰۱۱                         | حضور نیافت                   | حضور نیافت                   | حضور نیافت                   | حضور نیافت                   | حضور نیافت                   | حضور نیافت                   | حضور نیافت                   | حضور نیافت                   |                              |
| ۲۰۱۵                         | انتخاب نشد                   | انتخاب نشد                   | انتخاب نشد                   | انتخاب نشد                   | انتخاب نشد                   | انتخاب نشد                   | انتخاب نشد                   | انتخاب نشد                   |                              |
| ۲۰۱۹                         | انتخاب نشد                   | انتخاب نشد                   | انتخاب نشد                   | انتخاب نشد                   | انتخاب نشد                   | انتخاب نشد                   | انتخاب نشد                   | انتخاب نشد                   |                              |
| ۲۰۲۳                         | مشخص خواهد شد                | مشخص خواهد شد                | مشخص خواهد شد                | مشخص خواهد شد                | مشخص خواهد شد                | مشخص خواهد شد                | مشخص خواهد شد                | مشخص خواهد شد                |                              |
| مجموع                        | ۰/۹                          | –                            | –                            | –                            | –                            | –                            | –                            | –                            |                              |

تساوی‌ها به شمول بازیهای حذفی و با احتساب ضربات پنالتی است.